# Bañobárez
Bañobárez là một đô thị ở tỉnh Salamanca, phía tây Tây Ban Nha, cộng đồng tự trị Castile-Leon. 
Đô thị này có cự ly 92 kilômét so với tỉnh lỵ Salamanca và có dân số 382 người. Diện tích là 50,49 km².
đô thị này nằm ở khu vực có cao độ 743 mét trên mực nước biển.